# Eurhizococcus brevicornis
Eurhizococcus brevicornis är en insektsart som först beskrevs av Filippo Silvestri 1901.  Eurhizococcus brevicornis ingår i släktet Eurhizococcus och familjen pärlsköldlöss.
Artens utbredningsområde är Paraguay. Inga underarter finns listade i Catalogue of Life.